# ایستگاه متروی میدان کتاب
ایستگاه متروی میدان کتاب (یادبود سعید قهاری) آخرین ایستگاه بخش شمالی خط ۷ متروی تهران است که در ۱۸ مهر ماه ۱۴۰۲ به بهره‌برداری رسید.
این ایستگاه دارای تجهیزاتی مانند ۱۰ پله برقی و ۴ آسانسور می‌باشد که همزمان با افتتاح ایستگاه به بهره‌برداری رسید. ورودی اول در ضلع جنوب شرقی میدان کتاب است که با توجه به نزدیک بودن به محله‌هایی مانند فرحزاد، ایثارگران و آسمان‌ها و همچنین سعادت‌آباد یکی از شلوغ‌ترین ایستگاه‌های خط ۷ متروی تهران خواهد شد.
ایستگاه میدان کتاب که یکی از زیباترین ایستگاه‌های شبکه مترو به‌شمار آمده و معماری نوین و مصالح متفاوت از نکات بارز معماری ایستگاه میدان کتاب است. شاخصه ایرانی و اسلامی در معماری این ایستگاه لحاظ شده و حتی نوع نورپردازی سالن‌ها و معابر داخلی ایستگاه نیز متفاوت از گذشته بوده‌است. این ایستگاه آخرین ایستگاه از بخش منتهی‌الیه شمال غربی خط ۷ مترو به حساب می‌آید، به همراه ۳ ایستگاه شهران، شهرزیبا و کوهسار از قطعه شمالی خط ۶ و نیز ۵/۵ کیلومتر مسیر تونلی این خط در ۱۸ مهر ماه ۱۴۰۲ به ایستگاه‌های مترو پایتخت اضافه شد.

## نگارخانه

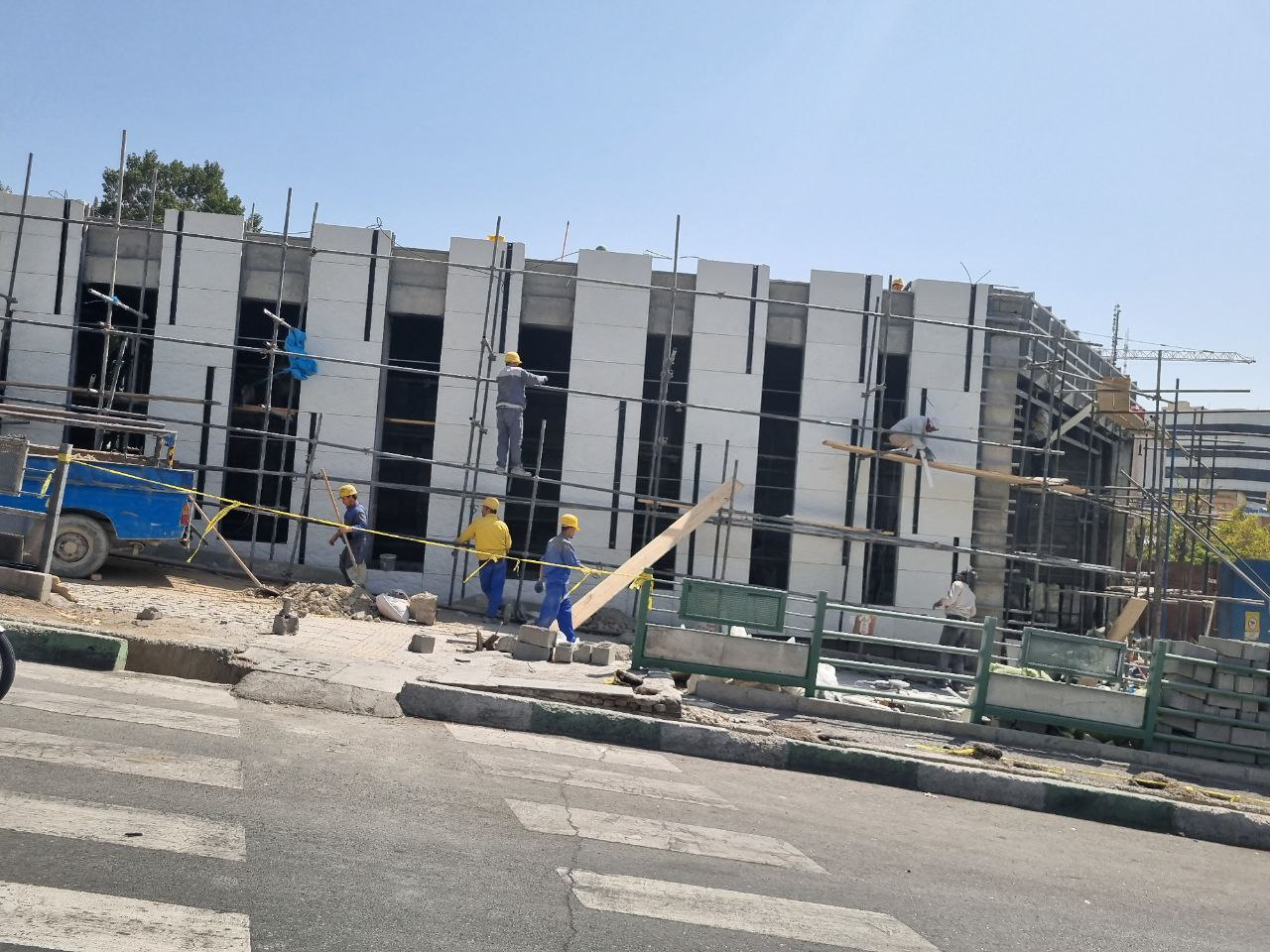
نمای ایستگاه در حال ساخت

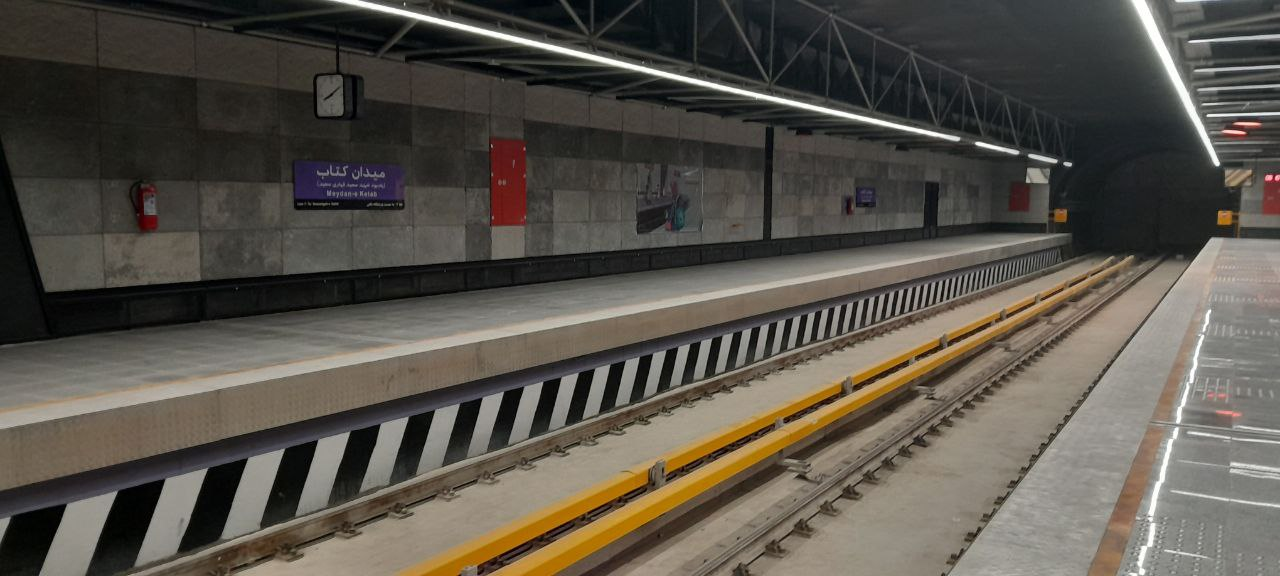
نمای درونی ایستگاه

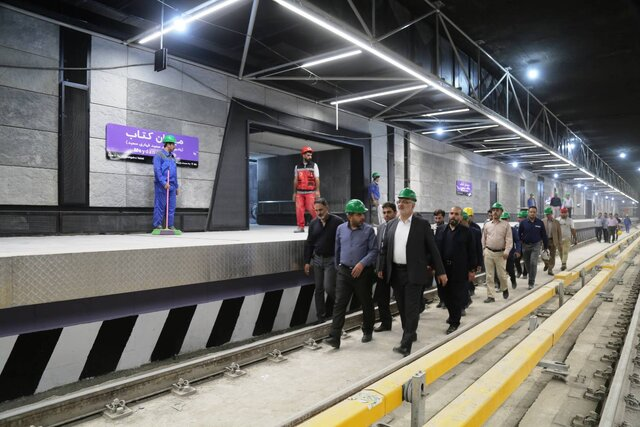
بازدید زاکانی شهردار تهران از ایستگاه، قبل از افتتاح

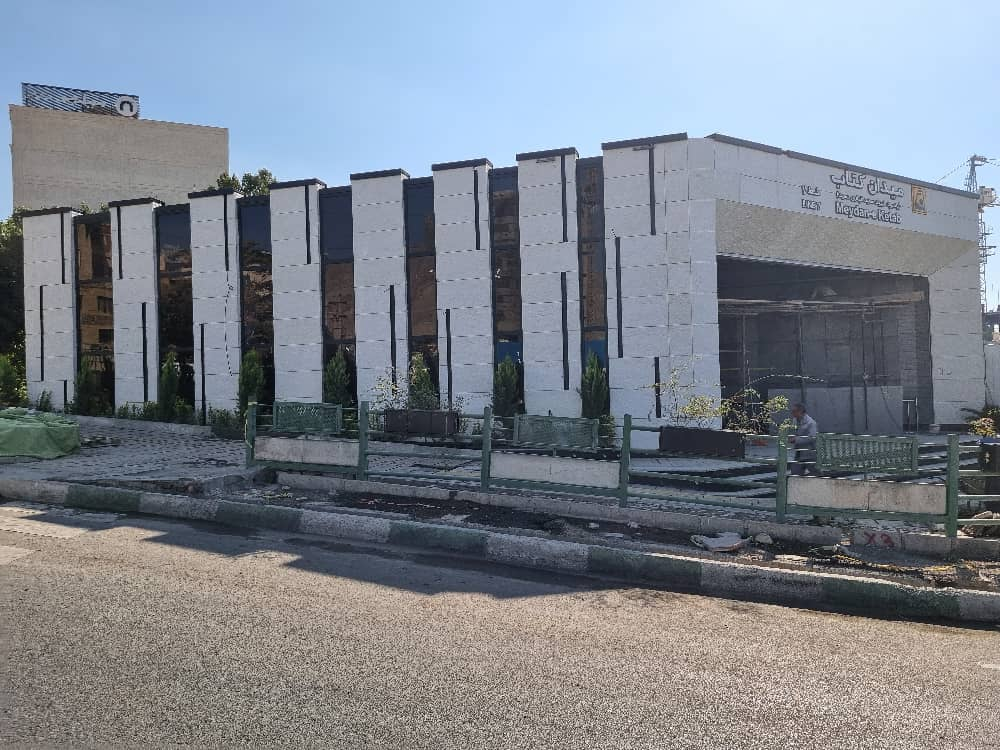
نمای بیرونی ایستگاه در حال تکمیل

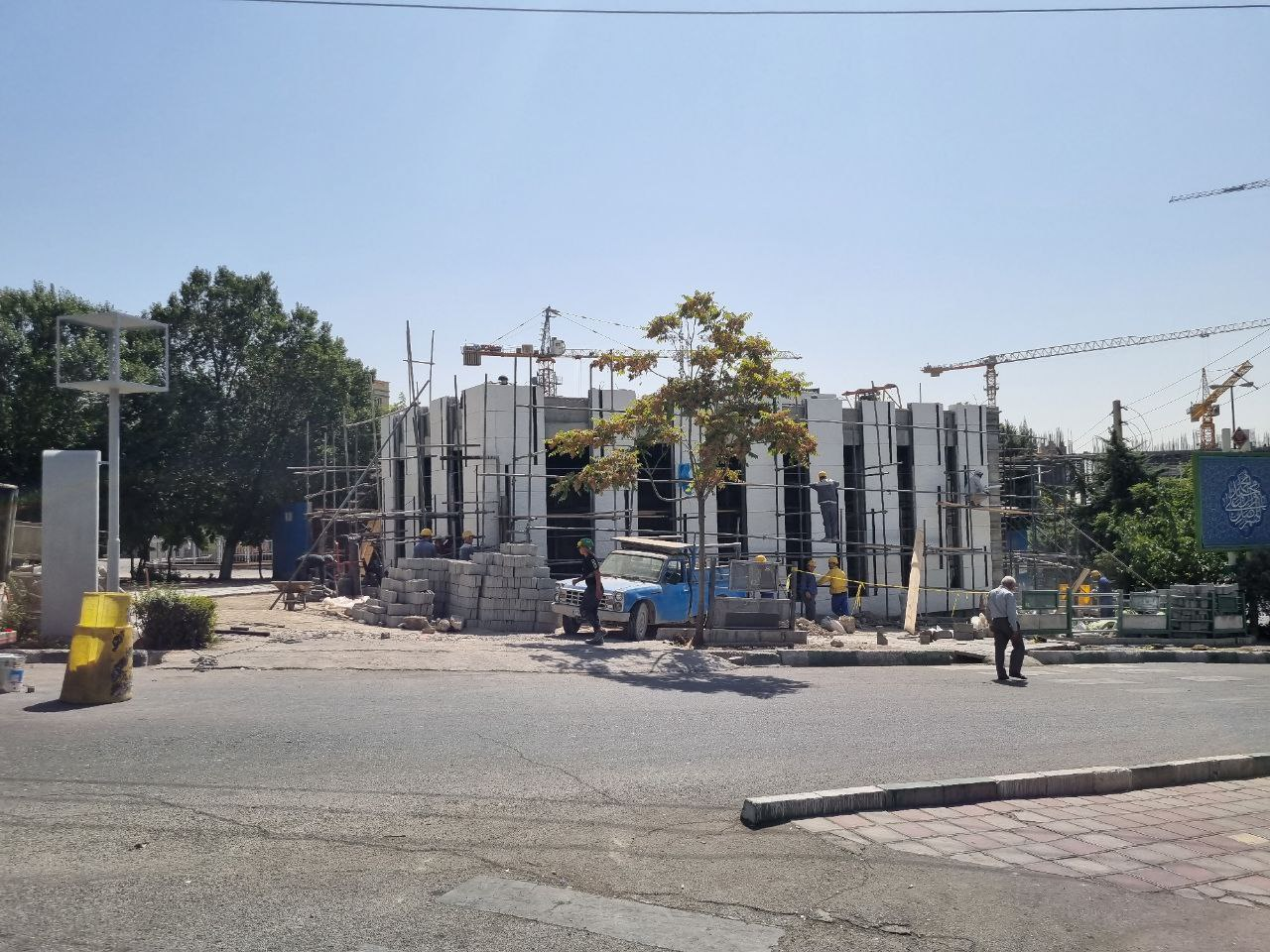
نمای ایستگاه در حال تکمیل